# 袁学之
袁学之（1909年3月—2002年），又名袁德胜，男，湖南醴陵县（今株洲）人，中华人民共和国政治人物，曾任湖南省总工会主席，湖南省政协副主席。